# Aleksandr Malychin
Aleksandr (Aleks) Malychin ( Russisch: Александр Малыхин, Aleksandr Malychin, Wit-Russisch: Аляксандр Малыхін, Aljaksandr Malychin, 17 augustus 1987) is een Wit-Russisch autocoureur die met een racelicentie van Saint Kitts en Nevis rijdt.

## Carrière
Malychin begon zijn autosportcarrière in 2021 in de Am-klasse van de Britse Porsche Sprint Challenge, waarin hij voor IN2 Racing reed. Hij won twee races op Donington Park en werd met 76 punten tweede in het kampioenschap. Ook reed hij voor Paddock Motorsport als gastcoureur in drie races van het Britse GT-kampioenschap en behaalde hierin een overwinning op Silverstone.
In 2022 reed Malychin een volledig seizoen in de Britse GT bij het team Redline Racing, waar hij in de GT3 Silver-Am-klasse de auto met James Dorlin deelde. Hij behaalde drie zeges op Silverstone, Donington en het Circuit de Spa-Francorchamps en werd met 193 punten gekroond tot kampioen in de klasse. Dat jaar reed hij ook in de openingsronde van de Pro-Am-klasse van de GT World Challenge Europe Sprint Cup voor Barwell Motorsport en in vier van de vijf races van de Gold-klasse van de GT World Challenge Europe Endurance Cup voor Allied Racing. In het laatste kampioenschap was een vierde plaats op het Autodromo Internazionale Enzo e Dino Ferrari zijn beste resultaat, waardoor hij met 18 punten twintigste in de eindstand werd.
In 2023 reed Malychin voor Pure Rxcing in de Endurance Cup en in drie van de vijf weekenden van de Sprint Cup. In de Endurance Cup deelde hij in de Bronze-klasse de auto met Klaus Bachler en Joel Sturm en won hij de seizoensopener op het Autodromo Nazionale Monza. Ook eindigde hij in de 24 uur van Spa-Francorchamps op het podium. Met 69 punten werd hij vijfde in de eindstand. In de Bronze-klasse van de Sprint Cup deelde hij de auto met Ayhancan Güven en won hij de seizoensfinale op het Circuit Ricardo Tormo Valencia, nadat hij in alle andere races op het podium had gestaan. Met 71,5 punten werd hij gekroond tot kampioen in de klasse.
In 2024 begon Malychin het seizoen in de Asian Le Mans Series, bij Pure Rxcing, waarin hij samen met Bachler en Sturm races op het Sepang International Circuit en het Dubai Autodrome won en werd gekroond tot kampioen in de GT-klasse. Vervolgens debuteerde hij in het FIA World Endurance Championship 2024, waarin hij in de nieuwe LMGT3-klasse uitkwam. In de seizoensopener, de 1812 kilometer van Qatar, behaalde hij direct zijn eerste zege in het kampioenschap.